# Мангуст-крабоед
Мангуст-крабоед (лат. Urva urva) — вид хищных млекопитающих из семейства мангустовых. Область распространения мангуста-крабоеда ограничивается небольшими возвышенностями юго-восточной части Гималайского хребта, Араканом, Бирмой, Ассамом и югом Китая.
Вид был научно описан как Gulo urva английским натуралистом Брайаном Хофтоном Ходжсоном в 1836 году. В дальнейшем обычно классифицировался в роде Herpestes; в 2009 году вместе с остальными азиатскими мангустами был выделен в род Urva, став при этом его типовым видом. 
По внешнему виду мангуст-крабоед ничем особенно не отличается от других мангустов. Морда его вытянутая и острая, туловище узкое и сильное. Пальцы на ногах соединены большими перепонками. Хорошо развиты подхвостные железы. По общей окраске мангуст-крабоед тоже не отличается от остальных мангустов. На верхней части тела мех тёмно-буро-серый, нижняя часть тела тёмно-бурая, лапы — чёрные. Иногда на верхней части туловища есть чёрные полоски. От глаза к плечу идёт белая резко очерченная перевязь. Также поперечные полосы проходят и по хвосту. По величине мангуст-крабоед немного превосходит другие виды своего семейства: взрослый самец имеет в длину до 85 см, из которых около 30 приходится на хвост.
Гнездится мангуст-крабоед в земляных норах.
Мангусты-крабоеды обычно активны по утрам и вечерам, и наблюдались в группах до четырех особей. Предполагается, что они хорошие пловцы, и охотятся по берегам ручьев и вблизи воды. 
Несмотря на их общее название, их рацион состоит не только из крабов, но и практически из всего, что они могут поймать, включая рыбу, улиток, лягушек, грызунов, птиц, рептилий и насекомых. Для раскалывания панциря краба-отшельника могут использовать каменную наковальню.